# Mistrzostwa Europy w Biathlonie 2010
Mistrzostwa Europy w Biathlonie 2010 odbyły się w estońskiej miejscowości Otepää, w dniach 2 marca - 7 marca 2010 roku. Rozegrane zostało 5 konkurencji: bieg indywidualny, bieg sprinterski, bieg pościgowy dla mężczyzn i kobiet seniorów oraz juniorów, sztafeta kobiet i mężczyzn oraz sztafeta mieszana juniorów. W sumie odbyło się 15 biegów.

## Wyniki kobiet

### Bieg sprinterski – 7,5 km[1]
- Data: 6 marca 2010

| Medal | Zawodnik            | Narodowość | Strzelanie | Wynik   | Strata  |
| ----- | ------------------- | ---------- | ---------- | ------- | ------- |
|       | Wałentyna Semerenko | Ukraina    | 0+0        | 21:58.5 |         |
|       | Diana Rasimovičiūtė | Litwa      | 1+0        | 22:27.5 | +29.0   |
|       | Wita Semerenko      | Ukraina    | 0+1        | 22:34.9 | +36.4   |
| ...   | ...                 | ...        | ...        | ...     | ...     |
| 9.    | Paulina Bobak       | Polska     | 0+0        | 23:07.1 | +1:08.6 |
| 27.   | Karolina Pitoń      | Polska     | 1+1        | 24:27.7 | +2:29.2 |
| 43.   | Patrycja Hojnisz    | Polska     | 1+4        | 26:03.4 | +4:04.9 |

### Bieg pościgowy – 10 km[2]
- Data: 7 marca 2010

| Medal | Zawodnik             | Narodowość | Strzelanie | Wynik    | Strata  |
| ----- | -------------------- | ---------- | ---------- | -------- | ------- |
|       | Wita Semerenko       | Ukraina    | 1+0+0+0    | 31:47.20 |         |
|       | Kathrin Hitzer       | Niemcy     | 0+0+1+2    | 32:50.50 | +1:03.3 |
|       | Jekaterina Szumiłowa | Rosja      | 0+0+0+2    | 32:56.37 | +1:09.1 |
| ...   | ...                  | ...        | ...        | ...      | ...     |
| 7.    | Paulina Bobak        | Polska     | 0+0+0+1    | 33:37.17 | +1:49.9 |
| 32.   | Karolina Pitoń       | Polska     | 2+0+4+1    | 38:38.04 | +6:50.8 |
| 36.   | Patrycja Hojnisz     | Polska     | 0+1+2+1    | 38:56.70 | +7:09.5 |

### Bieg indywidualny – 15 km[3]
- Data: 2 marca 2010

| Medal | Zawodnik             | Narodowość | Strzelanie | Wynik     | Strata   |
| ----- | -------------------- | ---------- | ---------- | --------- | -------- |
|       | Kathrin Hitzer       | Niemcy     | 1+0+0+0    | 50:14.0   |          |
|       | Diana Rasimovičiūtė  | Litwa      | 0+1+0+0    | 50:51.9   | +37.9    |
|       | Franziska Hildebrand | Niemcy     | 0+2+0+0    | 51:21.1   | +1:07.1  |
| ...   | ...                  | ...        | ...        | ...       | ...      |
| 14.   | Paulina Bobak        | Polska     | 1+0+1+0    | 55:07.0   | +4:53.0  |
| 32.   | Patrycja Hojnisz     | Polska     | 1+2+2+2    | 59:34.7   | +9:20.7  |
| 46.   | Karolina Pitoń       | Polska     | 1+2+3+2    | 1:02:24.7 | +12:10.7 |

### Bieg  sztafetowy – 4 × 6 km[4]
- Data: 4 marca 2010

| Medal | Drużyna                                                                                    | Strzelanie                               | Wynik      | Strata  |
| ----- | ------------------------------------------------------------------------------------------ | ---------------------------------------- | ---------- | ------- |
|       | Niemcy · Stefanie Hildebrand · Juliane Döll · Franziska Hildebrand · Kathrin Hitzer        | 0+2 0+0 0+0 0+0 0+1 0+0 0+0 0+0          | 1:15:15.46 |         |
|       | Ukraina · Ołena Pidhruszna · Wałentyna Semerenko · Swietłana Krykonczuk · Wita Semerenko   | 0+2 0+6 0+0 0+1 0+0 0+3 0+1 0+2 0+1 0+0  | 1:15:35.87 | +20.4   |
|       | Rosja · Olga Wiłuchina · Jekatierina Jurłowa · Jekaterina Glazyrina · Jekaterina Szumiłowa | 0+3 0+6 0+0 0+1 0+0 0+0 0+3 0+2 0+0 0+3  | 1:15:41.87 | +26.4   |
| ...   | ...                                                                                        | ...                                      | ...        | ...     |
| 7.    | Polska · Paulina Bobak · Monika Hojnisz · Patrycja Hojnisz · Karolina Pitoń                | 0+2 1+10 0+0 0+1 0+0 0+3 0+2 1+3 0+0 0+3 | 1:21:36.14 | +6:20.7 |

## Wyniki kobiet  (juniorki)

### Bieg sprinterski – 7,5 km[5]
- Data: 6 marca 2010

| Medal | Zawodnik          | Narodowość | Strzelanie | Wynik   | Strata  |
| ----- | ----------------- | ---------- | ---------- | ------- | ------- |
|       | Tiril Eckhoff     | Norwegia   | 0+1        | 22:49.5 |         |
|       | Anastasija Kalina | Rosja      | 0+1        | 22:51.4 | +1.9    |
|       | Synnøve Solemdal  | Norwegia   | 1+2        | 23:35.9 | +46.4   |
| ...   | ...               | ...        | ...        | ...     | ...     |
| 10.   | Monika Hojnisz    | Polska     | 0+1        | 24:08.2 | +1:18.7 |
| 23.   | Maria Bukowska    | Polska     | 0+0        | 25:32.2 | +2:42.7 |
| 40.   | Katarzyna Leja    | Polska     | 2+1        | 26:56.2 | +4:06.7 |
| 43.   | Magdalena Kępka   | Polska     | 1+1        | 27:07.6 | +4:18.1 |

### Bieg pościgowy – 10 km[6]
- Data: 7 marca 2010

| Medal | Zawodnik          | Narodowość | Strzelanie | Wynik    | Strata  |
| ----- | ----------------- | ---------- | ---------- | -------- | ------- |
|       | Synnøve Solemdal  | Norwegia   | 0+1+2+0    | 32:36.56 |         |
|       | Anastasija Kalina | Rosja      | 1+2+0+0    | 32:36.59 | +0.03   |
|       | Tiril Eckhoff     | Norwegia   | 0+1+2+1    | 33:06.23 | +29.7   |
| ...   | ...               | ...        | ...        | ...      | ...     |
| 11.   | Monika Hojnisz    | Polska     | 2+2+1+0    | 36:16.89 | +3:40.3 |
| 26.   | Maria Bukowska    | Polska     | 0+0+2+0    | 38:42.98 | +6:06.4 |
| 28.   | Katarzyna Leja    | Polska     | 0+0+1+1    | 39:45.01 | +7:08.5 |
| 37.   | Magdalena Kępka   | Polska     | 2+0+0+3    | 42:20.37 | +9:43.8 |

### Bieg indywidualny –  12,5 km[7]
- Data: 2 marca 2010

| Medal | Zawodnik              | Narodowość | Strzelanie | Wynik   | Strata   |
| ----- | --------------------- | ---------- | ---------- | ------- | -------- |
|       | Monika Hojnisz        | Polska     | 1+0+0+0    | 44:16.0 |          |
|       | Kaia Wøien Nicolaisen | Norwegia   | 1+0+1+0    | 44:48.0 | +32.0    |
|       | Tiril Eckhoff         | Norwegia   | 2+0+1+0    | 44:56.7 | +40.7    |
| ...   | ...                   | ...        | ...        | ...     | ...      |
| 13.   | Maria Bukowska        | Polska     | 1+0+0+0    | 48:14.5 | +3:58.5  |
| 25.   | Magdalena Kępka       | Polska     | 0+2+1+1    | 51:30.0 | +7:14.0  |
| 41.   | Katarzyna Leja        | Polska     | 4+0+5+3    | 57:29.5 | +13:13.5 |

## Wyniki mężczyzn

### Bieg sprinterski – 10 km[8]
- Data: 6 marca 2010

| Medal | Zawodnik        | Narodowość | Strzelanie | Wynik   | Strata  |
| ----- | --------------- | ---------- | ---------- | ------- | ------- |
|       | Daniel Böhm     | Niemcy     | 0+1        | 26:29.4 |         |
|       | Aleksiej Wołkow | Rosja      | 0+1        | 26:48.5 | +19.1   |
|       | Ronny Hafsås    | Norwegia   | 0+3        | 26:56.7 | +27.3   |
| ...   | ...             | ...        | ...        | ...     | ...     |
| 35.   | Łukasz Witek    | Polska     | 1+1        | 28:35.0 | +2:05.6 |
| 41.   | Mirosław Kobus  | Polska     | 1+2        | 29:06.3 | +2:36.9 |
| 47.   | Adam Kwak       | Polska     | 1+3        | 29:27.1 | +2:57.7 |
| 56.   | Sebastian Witek | Polska     | 3+3        | 30:06.1 | +3:36.7 |

### Bieg pościgowy – 12,5 km[9]
- Data: 7 marca 2010

| Medal | Zawodnik        | Narodowość | Strzelanie | Wynik    | Strata  |
| ----- | --------------- | ---------- | ---------- | -------- | ------- |
|       | Aleksiej Wołkow | Rosja      | 0+1+0+0    | 35:19.64 |         |
|       | Erik Lesser     | Niemcy     | 2+0+0+1    | 36:10.26 | +50.6   |
|       | Christoph Knie  | Niemcy     | 0+1+2+0    | 36:20.35 | +1:00.7 |
| ...   | ...             | ...        | ...        | ...      | ...     |
| 36.   | Mirosław Kobus  | Polska     | 2+0+2+1    | 40:10.79 | +4:51.1 |
| 37.   | Adam Kwak       | Polska     | 1+0+1+2    | 40:11.65 | +4:52.0 |
| 43.   | Łukasz Witek    | Polska     | 2+2+1+2    | 41:15.75 | +5:56.1 |
| 44.   | Sebastian Witek | Polska     | 1+2+0+1    | 41:28.10 | +6:08.5 |

### Bieg indywidualny – 20 km[10]
- Data: 2 marca 2010

| Medal | Zawodnik        | Narodowość | Strzelanie | Wynik     | Strata  |
| ----- | --------------- | ---------- | ---------- | --------- | ------- |
|       | Christoph Knie  | Niemcy     | 1+0+0+0    | 59:48.0   |         |
|       | Ołeh Bereżny    | Ukraina    | 0+0+1+0    | 1:00:03.3 | +15.3   |
|       | Aleksiej Wołkow | Rosja      | 0+1+0+0    | 1:00:09.0 | +21.0   |
| ...   | ...             | ...        | ...        | ...       | ...     |
| 11.   | Łukasz Witek    | Polska     | 0+1+0+1    | 1:02:51.2 | +3:03.2 |
| 35.   | Mirosław Kobus  | Polska     | 0+2+2+2    | 1:06:43.6 | +6:55.6 |
| 39.   | Adam Kwak       | Polska     | 1+2+1+1    | 1:07:36.4 | +7:48.4 |
| 42.   | Sebastian Witek | Polska     | 0+2+0+0    | 1:08:23.0 | +8:35.0 |

### Bieg sztafetowy – 4 × 7,5  km[11]
- Data: 4 marca 2010

| Medal | Drużyna                                                                          | Strzelanie                              | Wynik      | Strata  |
| ----- | -------------------------------------------------------------------------------- | --------------------------------------- | ---------- | ------- |
|       | Niemcy · Simon Schempp · Erik Lesser · Daniel Böhm · Christoph Knie              | 0+2 0+1 0+1 0+0 0+0 0+0 0+0 0+1 0+1 0+0 | 1:20:20.59 |         |
|       | Rosja · Aleksiej Wołkow · Dmitrij Małyszko · Władimir Siemakow · Wiktor Wasiljew | 0+5 0+5 0+0 0+0 0+3 0+1 0+2 0+2 0+0 0+2 | 1:22:02.37 | +1:41.8 |
|       | Francja · Tanguy Roche · Jean-Guillaume Béatrix · Arnaud Langel · Vincent Porret | 0+7 0+2 0+0 0+1 0+2 0+0 0+3 0+0 0+2 0+1 | 1:22:38.17 | +2:17.6 |
| ...   | ...                                                                              | ...                                     | ...        | ...     |
| 7.    | Polska · Łukasz Witek · Mirosław Kobus · Adam Kwak · Sebastian Witek             | 1+6 0+9 0+0 0+1 0+1 0+2 1+3 0+3 0+2 0+3 | 1:26:22.40 | +6:01.9 |

## Wyniki mężczyzn (juniorzy)

### Bieg sprinterski – 10 km[12]
- Data: 6 marca 2010

| Medal | Zawodnik            | Narodowość | Strzelanie | Wynik   | Strata  |
| ----- | ------------------- | ---------- | ---------- | ------- | ------- |
|       | Maksim Burtasow     | Rosja      | 1+0        | 27:45.1 |         |
|       | Jewgienij Petrow    | Rosja      | 1+1        | 28:04.9 | +19.8   |
|       | Uładzimir Alaniszka | Białoruś   | 0+1        | 28:06.6 | +21.5   |
| ...   | ...                 | ...        | ...        | ...     | ...     |
| 15.   | Łukasz Słonina      | Polska     | 0+0        | 29:32.0 | +1:46.9 |
| 24.   | Rafał Lepel         | Polska     | 0+1        | 30:00.4 | +2:15.3 |
| 46.   | Mateusz Matusik     | Polska     | 2+0        | 31:39.9 | +3:54.8 |
| 49.   | Grzegorz Jakubowicz | Polska     | 1+2        | 32:19.0 | +4:33.9 |

### Bieg pościgowy – 12,5 km[13]
- Data: 7 marca 2010

| Medal | Zawodnik            | Narodowość | Strzelanie | Wynik    | Strata  |
| ----- | ------------------- | ---------- | ---------- | -------- | ------- |
|       | Andrij Wozniak      | Ukraina    | 0+0+1+0    | 35:38.65 |         |
|       | Maksim Burtasow     | Rosja      | 1+1+1+1    | 36:09.42 | +30.8   |
|       | Uładzimir Alaniszka | Białoruś   | 0+0+1+1    | 36:55.82 | +1:17.2 |
| ...   | ...                 | ...        | ...        | ...      | ...     |
| 21.   | Łukasz Słonina      | Polska     | 2+0+1+0    | 39:59.98 | +4:21.3 |
| 29.   | Rafał Lepel         | Polska     | 0+2+1+1    | 41:27.12 | +5:48.5 |
| 45.   | Grzegorz Jakubowicz | Polska     | 0+0+3+0    | 44:31.50 | +8:52.9 |
| 46.   | Mateusz Matusik     | Polska     | 0+3+1+2    | 44:31.81 | +8:53.2 |

### Bieg  indywidualny – 15 km[14]
- Data: 2 marca 2010

| Medal | Zawodnik            | Narodowość | Strzelanie | Wynik   | Strata   |
| ----- | ------------------- | ---------- | ---------- | ------- | -------- |
|       | Andriej Turgieniew  | Rosja      | 1+1+0+0    | 45:11.2 |          |
|       | Andrij Wozniak      | Ukraina    | 1+1+0+0    | 46:37.3 | +1:26.1  |
|       | Rémy Borgeot        | Francja    | 1+1+1+0    | 47:46.6 | +2:35.4  |
| ...   | ...                 | ...        | ...        | ...     | ...      |
| 27.   | Grzegorz Jakubowicz | Polska     | 0+0+2+2    | 52:08.7 | +6:57.5  |
| 41.   | Mateusz Matusik     | Polska     | 1+1+2+3    | 54:51.4 | +9:40.2  |
| 45.   | Rafał Lepel         | Polska     | 3+2+1+2    | 55:18.5 | +10:07.3 |
| 50.   | Łukasz Słonina      | Polska     | 1+2+3+2    | 56:27.1 | +11:15.9 |

## Wyniki sztafety mieszanej

### Bieg sztafety mieszanej juniorów – 2 × 6 km + 2 × 7,5 km[15]
- Data: 4 marca 2010

| Medal | Drużyna                                                                             | Strzelanie                               | Wynik      | Strata  |
| ----- | ----------------------------------------------------------------------------------- | ---------------------------------------- | ---------- | ------- |
|       | Francja · Leslie Mercier · Sophie Boilley · Yann Guigonnet · Rémy Borgeot           | 0+5 0+2 0+0 0+1 0+3 0+0 0+1 0+1 0+1 0+0  | 1:20:34.81 |         |
|       | Rosja · Łarisa Kuzniecowa · Anastasija Kalina · Jewgienij Pietrow · Maksim Burtasow | 0+3 2+10 0+1 0+3 0+0 0+3 0+2 2+3 0+0 0+1 | 1:20:42.89 | +8.0    |
|       | Rumunia · Réka Ferencz · Diana Mihalache · Stefan Gavrila · Roland Gerbacea         | 2+4 0+6 0+1 0+1 0+0 0+1 2+3 0+2 0+0 0+2  | 1:23:40.31 | +3:05.5 |
| ...   | ...                                                                                 | ...                                      | ...        | ...     |
| 8.    | Polska · Maria Bukowska · Katarzyna Leja · Grzegorz Jakubowicz · Mateusz Matusik    | 0+1 0+3 0+0 0+1 0+1 0+0 0+0 0+1 0+0 0+1  | 1:27:02.78 | +6:27.9 |

## Tabela medalowa
| Miejsce | Państwo  |   |   |   | Razem |
| ------- | -------- | - | - | - | ----- |
| 1.      | Niemcy   | 5 | 2 | 2 | 9     |
| 2.      | Rosja    | 3 | 7 | 3 | 13    |
| 3.      | Ukraina  | 3 | 3 | 1 | 7     |
| 4.      | Norwegia | 2 | 1 | 4 | 7     |
| 5.      | Francja  | 1 |   | 2 | 3     |
| 6.      | Polska   | 1 |   |   | 1     |
| 7.      | Litwa    |   | 2 |   | 2     |
| 8.      | Białoruś |   |   | 2 | 2     |
| 9.      | Rumunia  |   |   | 1 | 1     |